# Srbská Kamenice
Srbská Kamenice (deutsch Windisch Kamnitz) ist eine Gemeinde in Tschechien. Sie liegt fünf Kilometer nordwestlich von Česká Kamenice und gehört zum Okres Děčín.

## Geographie

### Geographische Lage
Das zweireihige Waldhufendorf erstreckt sich in der Böhmischen Schweiz im Tal der Kamenice (Kamnitz) zwischen den Einmündungen des Bynovecký potok (Binsdorfer Bach) und der Chřibská Kamenice (Kreibitzbach). Am nördlichen Ortsausgang beginnt die Ferdinandsklamm. Im Osten erheben sich die Borovina (Tonnelsberg, 364 m) und der Strážiště (Huttenberg, 469 m) sowie im Nordwesten der Růžovský vrch (Rosenberg, 619 m). Nördlich des Dorfes verläuft eine doppelte Bunkerline des Tschechoslowakischen Walls.

### Nachbargemeinden
Nachbarorte sind Vysoká Lípa und Na Všemilské Planině im Norden, Všemily im Nordosten, Lipnice, Kunratice und Pekelský Důl im Osten, Filipov und Janská im Südosten, Lužná und Stará Oleška im Süden, Nová Oleška im Südwesten sowie Růžová und Kamenická Stráň im Nordwesten.

## Geschichte
Alten Überlieferungen zufolge soll sich an der Stelle des heutigen Ortes am Lausitzer Steig bereits um 1015 eine kleine wendische Siedlung befunden haben, worauf sich auch der Ortsname zurückführen lässt. Im Tschechischen wurde „Windisch“ mit Srbská (sorbisch) übersetzt.
Das heutige Dorf entstand wahrscheinlich um 1300 zum Zuge der Besiedlung der Herrschaft Scharfenstein unter den Herren von Michelberg durch deutsche Kolonisten. Die Kirche wurde zum Ende des 13. Jahrhunderts errichtet. Die erste schriftliche Erwähnung von Slavica Kamenicz stammt aus dem päpstlichen Zehntregister von 1352. 1407 erwarben die Berken von Dubá die Scharfensteiner Ländereien. 1450 wurde Johann von Wartenberg Besitzer der Scharfensteiner Herrschaft. Seit 1488 ist ein Ortsrichter nachweisbar.
Nikolaus III. Trčka von Lípa, der die ganzen Ländereien der Wartenberger 1511 für 60.000 Schock Groschen gekauft hatte, veräußerte sie bereits 1515 zu einem um 10.000 Schock höheren Preis an Hans von Salhausen auf Wehlen. 1522 teilte Hans den Besitz mit seinen Brüdern Friedrich und Wolf von Salhausen. Windisch Kamnitz erhielt Friedrich, der sich in Bensen ein neues Schloss errichten ließ. Bei einer erneuten Teilung entstand 1535 die Herrschaft Kamnitz, die später in den Besitz der Wartenberger überging. Johann von Wartenberg auf Kamnitz veräußerte 1614 seine gesamten Besitzungen an Radslav Kinsky. 1619 erbte dessen Neffe Wilhelm Kinsky die Herrschaft Kamnitz mit allem Zubehör. Er wurde 1634 zusammen mit Albrecht von Waldstein in Eger ermordet. Von den Besitzungen ging 1635 nur Kamnitz an Wilhelms Neffen und Erben Johann Octavian Kinsky über. Die seit 1630 vakante Pfarre in Windisch Kamnitz wurde zunächst von der Pfarrkirche des hl. Jakobus in Kamnitz mit verwaltet und ihr 1654 als Filiale zugeschlagen. Die berní rula von 1654 weist für das Dorf 25 Bauern, sieben Gärtner und 13 Häusler aus. 1713 bestand Windisch Kamnitz aus 58 Häusern. 1787 waren es bereits 113. Seit 1761 bestand in Windisch Kamnitz eine Expositur der Kamnitzer Pfarre. Da die alte Kirche auf dem Friedhof baufällig geworden und außerdem zu klein war, entstand zwischen 1772 und 1776 die neue barocke Kirche des hl. Wenzel, für deren Errichtung der Besitzer der Herrschaft Kamnitz, Francius Udalcius Kinsky, 1000 Gulden spendete. Im Jahre 1833 lebten in den 151 Häusern des Ortes 869 Menschen.

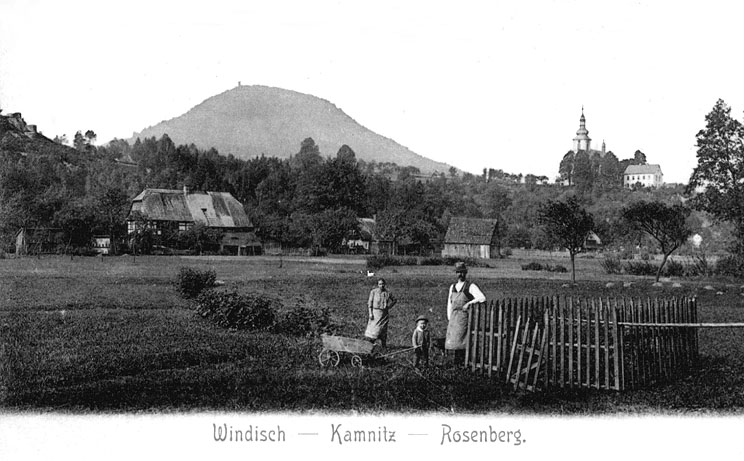
Ortsansicht von 1904 mit Blick auf den Růžovský vrch

Nach der Aufhebung der Patrimonialherrschaften bildete Windisch Kamnitz ab 1850 mit den Ortsteilen Katzenberg, Rübengasse und Bornschlichte sowie eines Hauses von Grundmühle eine politische Gemeinde in der Bezirkshauptmannschaft Tetschen/Děčín. Im Jahre 1856 wurde in Windisch Kamnitz wieder eine Pfarre eingerichtet und 1864 das Pfarrhaus erbaut. Unter Edmund Moritz Fürst von Clary und Aldringen, der die benachbarte Herrschaft Binsdorf 1831 geerbt hatte, begann die tourische Erschließung der Böhmischen Schweiz, insbesondere des Prebischtores und der Kamnitzklammen. 1869 hatte Windisch Kamnitz 1044 Einwohner, und 1890 waren es 1090. 1881 wurde die zu Ehren eines Besuchs des Erzherzogs Franz Ferdinand von Österreich-Este benannte Ferdinandsklamm aufgestaut und eine Kahnfahrt von Windischkamnitz zum Wehr der Grundmühle eingerichtet, zuvor hatte Ignaz Fiedler bereits in den Jahren 1877–1878 eine Kahnfahrt von seinem Haus zur Grundmühle betrieben. Im selben Jahre ließ Edmund von Clary und Aldringen auf dem Rosenberg einen Aussichtsturm errichten und am 4. Mai 1890 eröffnete auf dem Berg ein Gasthaus. Am 9. November 1913 überflog der Zeppelin „Sachsen“ auf dem Weg von Liegnitz über Haida nach Dresden den Ort in 100 m Höhe und wurde von den Bewohnern feierlich begrüßt. Im Juli 1914 überflog das erste Flugzeug den Ort. Die Gemeinde Windisch Kamnitz hatte im Jahre 1930 932 Einwohner. Nach dem Münchner Abkommen wurde das Dorf 1938 dem Deutschen Reich zugeschlagen und gehörte bis 1945 zum Landkreis Tetschen, ab 1943 Tetschen-Bodenbach. 1939 lebten in der Gemeinde 855 Menschen. Nach dem Ende des Zweiten Weltkrieges kam Srbská Kamenice zur Tschechoslowakei zurück. Die deutschen Bewohner wurden bis 1946 vertrieben. 1949 wurde die Gemeinde dem neu gebildeten Okres Nový Bor zugeordnet, nach dessen Ablösung kam sie 1961 zum Okres Děčín zurück. Die Ansiedlung Dolský Mlýn erlosch in der zweiten Hälfte des 20. Jahrhunderts.
Am 26. Januar 1972 verunglückte bei Srbská Kamenice eine Douglas DC-9 der jugoslawischen Fluggesellschaft JAT. Von den 28 Personen an Bord überlebte als einzige die Flugbegleiterin Vesna Vulović, angeschnallt im Heckteil der Maschine, das auf einem schneebedeckten Hang in der Nähe des Ortes niederging. Nach den offiziellen Verlautbarungen soll es sich beim Unfall um einen Bombenanschlag kroatischer Terroristen gehandelt haben. Wahrscheinlicher ist jedoch ein Abschuss durch Luftstreitkräfte.

### Eingemeindungen
1980 wurde Srbská Kamenice nach Česká Kamenice eingemeindet. Seit Beginn des Jahres 1992 besteht die Gemeinde wieder.

## Kultur und Sehenswürdigkeiten

### Museen
- Museum der Befestigungsanlagen des Tschechoslowakischen Walls

### Bauwerke
- spätbarocke Kirche des Heiligen Wenzel aus den Jahren 1772–1776
- Relief der Krönung der Jungfrau Maria an der Felswand unterhalb der Kirche, geschaffen 1701
- Denkmal für die Opfer der Absturzkatastrophe von 1972, im Hadergrund an der Straße nach Nová Oleška
- Umgebindehäuser und Blockhäuser

### Grünflächen und Naherholung
- Ferdinandsklamm
- Svinské doly (Schweinsgründe), Felsental östlich des Dorfes
- Berg Růžovský vrch
- Naturreservat Arba
- Naturschutzgebiet Za pilou im Hadergrund am oberen Ortsausgang

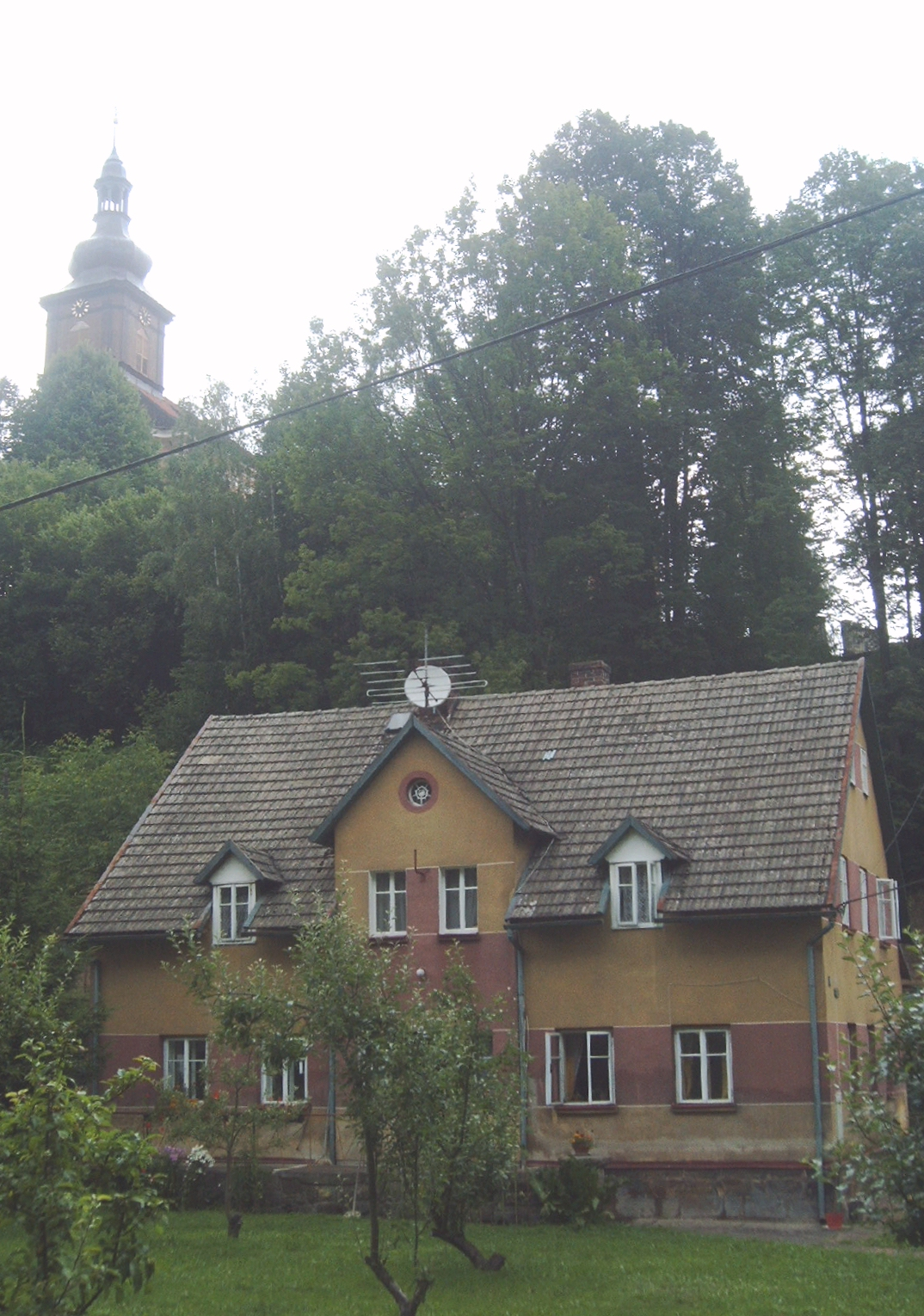
Ortsansicht August 2005
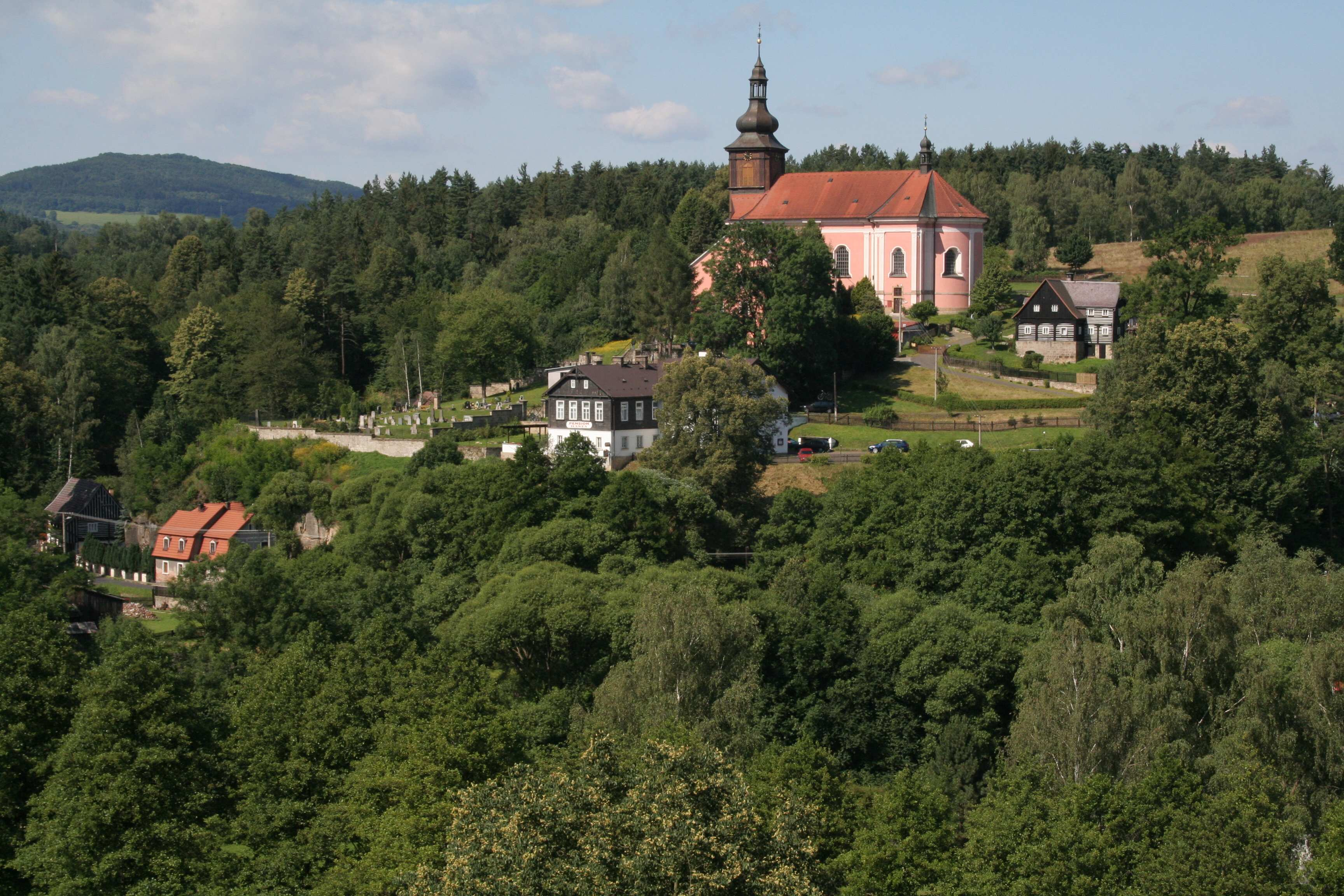
Srbska Kamenice, Kirche St. Wenzel
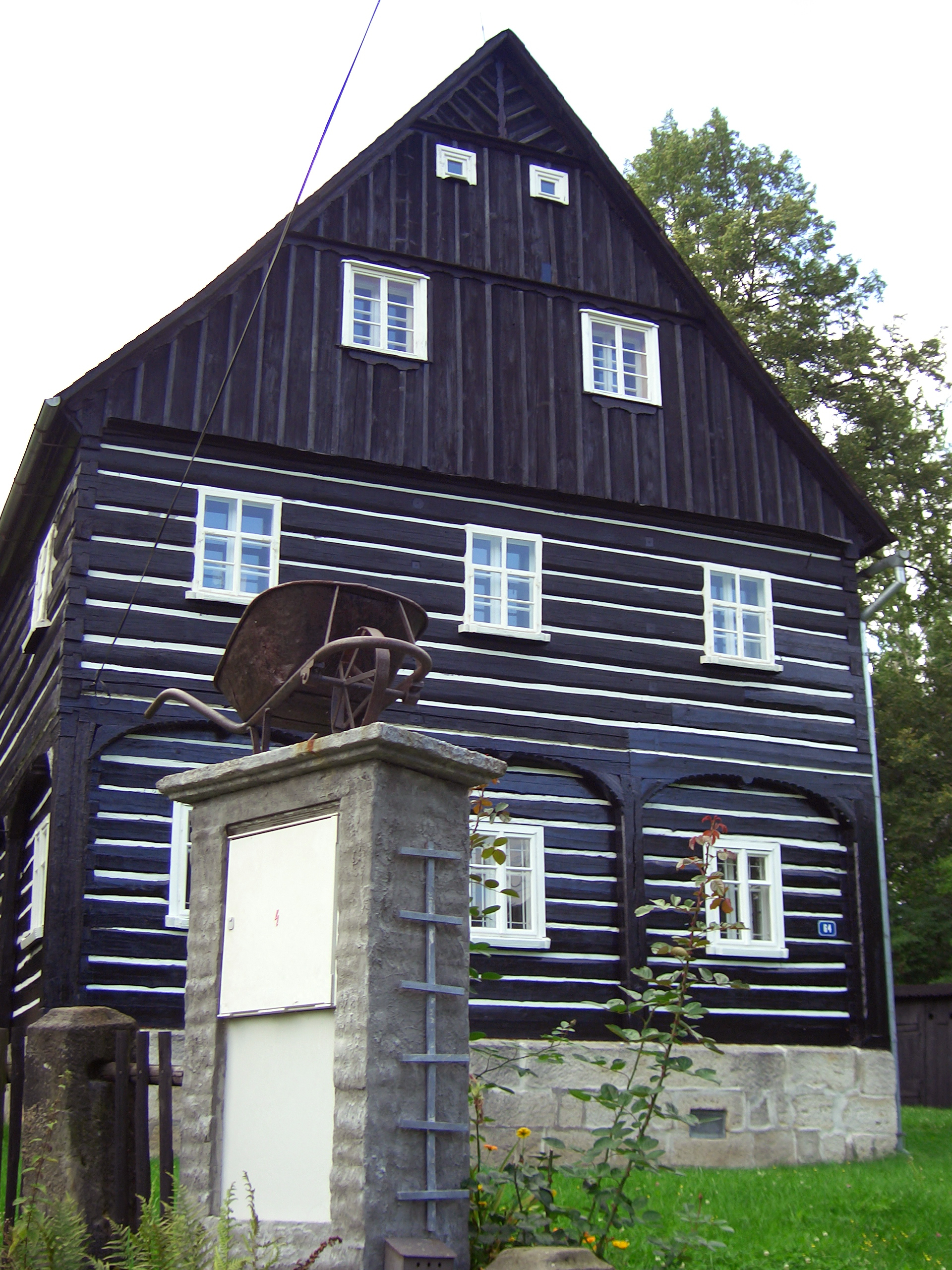
Umgebindehaus
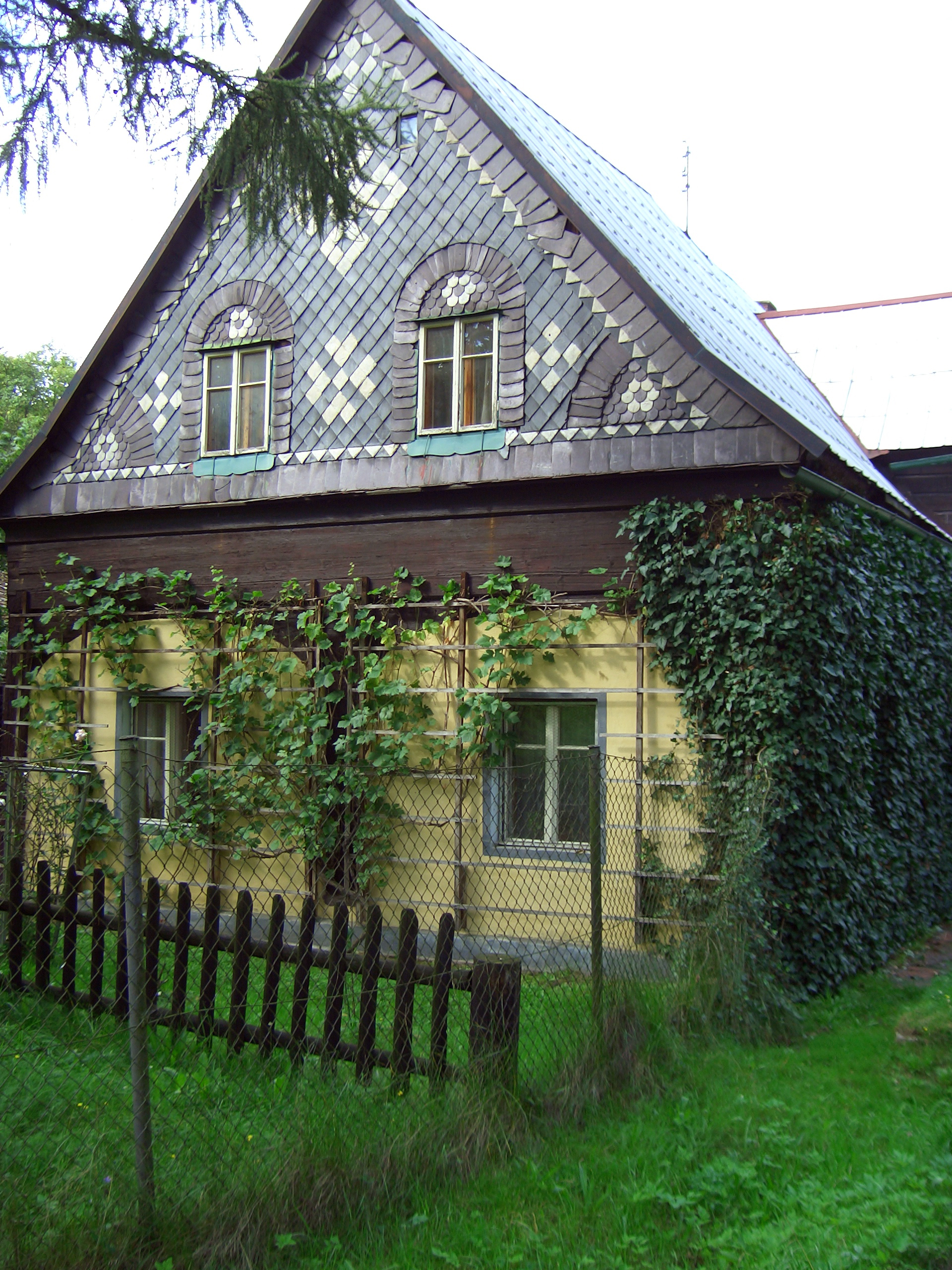
Umgebindehaus

### Regelmäßige Veranstaltungen
In der Kirche St. Wenzel findet seit 1994 im August und September das Internationale Musikfestival statt.

### Kirchenorgeln der Kirche in Srbska Kamenice
In der Kirche befinden sich 2 Orgeln, eine auf der Empore über dem Haupteingang und eine rechts oben im Altarbereich. Die Hauptorgel wurde 1861 durch die Gebrüder Feller aus Königswald (Libouchec) errichtet (siehe Link). Die Stimmtonhöhe a1 liegt bei 16 Grad auf 456 Hz. Die Altarorgel stammt ursprünglich aus der Kirche zu Merzlitz (Mrzlice) und wurde nach Srbska Kamenice umgesetzt. Der Erbauer war Josef Prediger im Jahr 1848. Die Stimmtonhöhe liegt ebenfalls bei 456 Hz.
Disposition der Hauptorgel
Schreibweise der Registernamen wie auf den Porzellanschildchen zu lesen

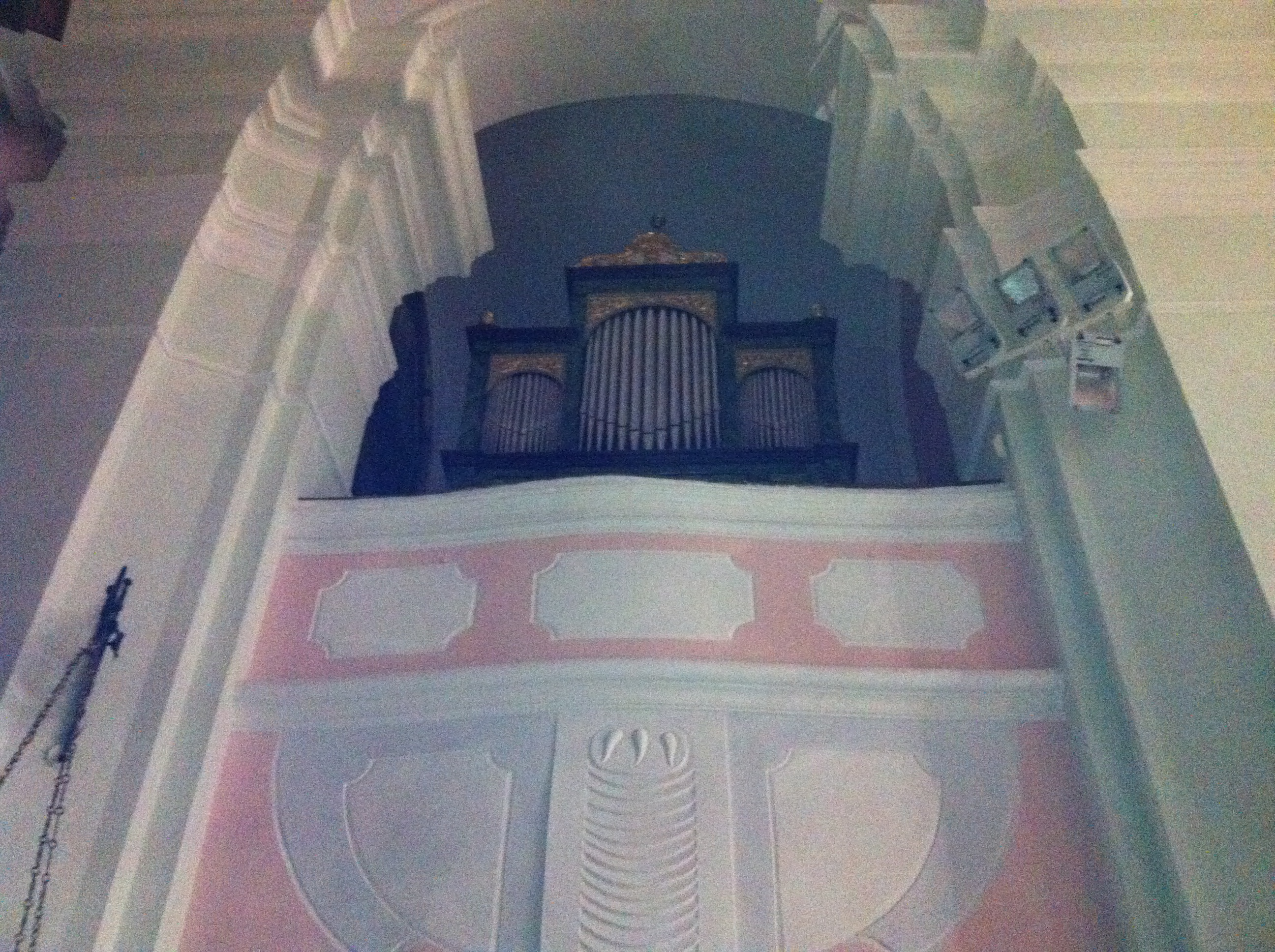
Kirche Srbska Kamenice Altarorgel

| Manual C–c3 |       |
| Principal   | 8′    |
| Flaute Maj  | 8′    |
| Flaute Min  | 8′    |
| Fugara      | 4′    |
| Octava      | 4′    |
| Quinta      | 3′    |
| SuprOctav   | 2′    |
| Mixtura     | 5fach |

| Pedal C–a1    |     |
| Subbass       | 16′ |
| Octavbass     | 8′  |
| SuprOctavbass | 4′  |
| Pedalkoppel   |     |

Disposition der Altarorgel
| Manual C–c3 |       |
| Principal   | 4′    |
| Gedeckt     | 8′    |
| Hohlflöte   | 8′    |
| Copula      | 4′    |
| Octave      | 2′    |
| Mixtur      | 3fach |

| Pedal C–c1  |     |
| Subbass     | 16′ |
| Octavbass   | 8′  |
| Pedalkoppel |     |